# 교향곡 8번 (쇼스타코비치)
드미트리 쇼스타코비치의 교향곡 8 번 C단조, Op. 65는 1943년 여름에 작곡되었으며 그해 11월 4일에 예브게니 므라빈스키 휘하의 소련 심포니 오케스트라가 초연했다.

작품은 다섯 가지 악장으로 구성되어 있다.
1. Adagio – Allegro non troppo (C minor)
2. Allegretto (D♭ major)
3. Allegro non troppo (E minor) –
4. Largo (G♯ minor) –
5. Allegretto (C major)

약 30분 동안 진행되는 첫 번째 악장은 단연 가장 길다. 그것은 옥타브에서 포르티시모 로 연주되는 극적인 모티프로 시작되며 David Haas는 그의 연구에서 "운명" 모티프로 특징지었다.
브라우저에서 소리 재생을 지원하지 않습니다. 오디오 파일을 다운로드할 수 있습니다.
그러나 모티프는 이 소나타 형식 운동의 두 주제로 즉시 대체되며 둘 다 서정적이다. 전개 부분에서는 행진 모티프가 지배하기 전에 두 번째 주제가 변형된다.